# П'яновичі
П'я́новичі — село в Бісковицькій сільській громаді Самбірського району Львівської області України. Розташоване за 9 км на північ від районного центру. В селі є озеро Яма, та протікає річка Стрв'яж. У селі є Загальноосвітня школа I—III ст. та Початкова школа, спортзал, бібліотека. Населення становить 644 особи.

## Перші згадки та походження назви
Перша письмова згадка про село відноситься до 1370 року. Одна з версій назви села походить від того, що ріка Стрв'яж, яка протікає територією села, пінилася (польське «п'яна»).

## Населення
Кількість населення на 02.01.2007 року становить 638 чоловік, в селі налічується 234 двори.
На фронтах ІІ світової війни і за незалежність України загинуло 44 жителі села.

### Мова
Розподіл населення за рідною мовою за даними перепису 2001 року:
| Мова            | Кількість | Відсоток |
| --------------- | --------- | -------- |
| українська      | 541       | 99.53%   |
| російська       | 2         | 0.31%    |
| інші/не вказали | 1         | 0.16%    |
| Усього          | 544       | 100%     |

## Опис
Площа села становить — 207,3 га, загальна площа — 1013,2 га, в тому числі: рілля — 670,5 га, сінокоси — 70,5 га, пасовища — 110 га.
Будинок культури на 200 місць побудований в 1986 році за кошти державного бюджету;
Фельдшерський пункт був побудований в 1975 році за кошти колгоспу ім. Мічуріна, обслуговує населення с. П'яновичі;
Загально-середня школа побудована в 1932 році за державні і громадські кошти, а в 1968 році було здійснено добудову школи за кошти державного бюджету. В школі працюють 32 вчителі і навчається 210 учнів. В 2006 році школа була газифікована.
Приватне підприємство «Лан» засновано в 2003 році і обробляє 180 гектарів землі. Спеціалізується на вирощуванні овочів, зернових культур, льону, свиней.

## Храми
Церква св. Архистратига Михаїла побудована в 1911 році за кошти і силами селян. За часи Радянської влади була частково зруйнована і в 1988—1990 роках повністю відновлена. Церква належить до ПЦУ.